# Steve Clarke
Stephen "Steve" Clarke (Saltcoats, 29 augustus 1963) is een Schots oud-voetballer en voetbaltrainer. 
Tijdens zijn actieve voetbaljaren speelde hij voor St. Mirren FC, Chelsea FC en Schotland. Met Chelsea kende hij grote successen op het einde van zijn carrière. Na zijn voetbaljaren stapte Clarke in het trainerschap, grotendeels als assistent bij Newcastle United, Chelsea FC, West Ham en Liverpool FC. West Brom was de eerste club waarvan hij hoofdcoach is. Sinds mei 2019 is Clarke hoofdcoach van het Schotse nationale voetbalelftal. 

## Voetbaljaren
Clarke startte zijn carrière in eigen land bij St. Mirren FC. In het begin van zijn carrière had Clarke een parttimecontract omdat hij zijn voetbal met zijn ingenieur studies combineerde. In 1987 maakte Clarke de overstap naar de nieuwe topclub uit Londen, Chelsea FC. De transferprijs was zo'n £880.000. Hij bleef daar tot het einde van zijn carrière in 1998, toen hij in totaal 421 wedstrijden op de teller had.
In de laatste 2 jaar won Clarke met Chelsea de FA Cup in 1997, en in zijn laatste jaar, in 1998 de Europacup II en de League Cup. De finale van Europacup II was meteen Clarkes laatste wedstrijd.

## Trainersjaren

### Newcastle United
Bij Newcastle was Clarke eerst assistent onder zijn oude trainer Ruud Gullit bij Chelsea, maar nadat Gullit opstapte werd Clark interim-coach waarin hij 1 wedstrijd leidde, dit tegen Manchester United, waar ze met 5-1 de boot ingingen.

### Chelsea FC
Toen hij terug bij zijn oude liefde terugkwam leidde hij eerst 5 jaar de jeugdploegen. Onder José Mourinho kwam Clarke naar het eerste elftal om als zijn assistent te fungeren. Onder hun beleid haalde Chelsea twee titels, een FA Cup en twee League Cups in 3 jaar.

### West Ham
In september 2008 diende Clarke zijn ontslag in bij Chelsea om aan de slag te gaan bij West Ham, onder leiding van zijn voormalige ploeggenoot Gianfranco Zola. In het eerste seizoen van 2008-2009 onder hun beleid kende West Ham een rustig seizoen en eindigde als negende.
Het seizoen daarna van 2009-2010 was van een ander paar mouwen. West Ham wist zich net te redden in de hoogste klasse, maar het contract werd met wederzijds overleg verbroken.

### Liverpool
In januari 2010 haalde Kenny Dalglish, Clarke als assistent. Hij tekende een contract voor 3 jaar, mede door de betere resultaten en de verbeterende defensie. Desondanks dat haalde Liverpool seizoen 2011/12 een teleurstellende 8ste plaats. Wel wonnen the Reds dat jaar de League Cup. Zijn contract werd samen met dat Van Dalglish verbroken.

### West Brom
In juli 2012 werd bekendgemaakt dat Clarke hoofdcoach werd van West Brom. Hij tekende een contract van 2 jaar. Op 14 december werd Clarke ontslagen als hoofdcoach. Naar aanleiding van slechte resultaten.

### Reading
Op 16 december 2014 werd Clarke aangesteld als hoofdcoach van Reading. Hier tekende hij een contract voor 2 en een halfjaar. Op 16 maart 2015 wist Reading met 3-0 te winnen van Bradford City in de FA Cup, waarmee Reading zich voor het eerst sinds de oprichting wist te plaatsen voor de halve finale. In november 2015 werd Clarke door Fulham benaderd om hun hoofdcoach te worden. Reading gaf Clarke toestemming om met Fulham te spreken, maar na discussie besloot hij bij Reading te blijven. Clarke werd op 4 december 2015 ontslagen door Reading na een jaar de leiding te hebben gehad.

### Aston Villa
Clarke werd op 2 juni 2016 door Aston Villa gehaald als assistent-manager voor de nieuwe hoofdcoach Roberto Di Matteo. Nadat Roberto Di Matteo werd ontslagen op 3 oktober, was Clarke tot 12 oktober interim-manager. Na de benoeming van Steve Bruce op 12 oktober 2016 werd ook Clarke ontslagen. 

### Kilmarnock
Na een jaar zonder voetbal werd Clarke op 14 oktober 2017 benoemd tot hoofdcoach van de Schotse club Kilmarnock, de club die hij als kind had gesteund. Toen hij het overnam, stond de club onderaan de ranglijst. Zijn eerste wedstrijd als hoofdcoach, wat zijn eerste betrokkenheid bij een Schotse clubwedstrijd in 30 jaar was, eindigde in een 1-1 gelijkspel bij Rangers. Drie dagen later reisde Clarke's ploeg naar regerend kampioen Celtic en behaalde opnieuw een 1-1 gelijkspel. Na de winterstop van de competitie boekte Kilmarnock een thuisoverwinning op leider Celtic. Kilmarnock eindigde het seizoen op de vijfde plaats en vestigde daarmee een nieuw clubrecord van 59 punten. Clarke werd uitgeroepen tot SFWA Manager van het Jaar voor 2017-2018. 
Clarke zette zijn indrukwekkende werk het volgende seizoen voort, waaronder nog een overwinning op Celtic en twee op Rangers, met als hoogtepunt een derde plaats en Europese kwalificatie voor Kilmarnock. Hij won ook beide hoofdcoach van het jaar-prijzen, van PFA Schotland en de SFWA. Onmiddellijk nadat het competitieseizoen was geëindigd, verliet Clarke Kilmarnock om de positie van manager van het nationale team van Schotland op zich te nemen.

### Schotland
In mei 2019 werd Clarke benoemd tot hoofdcoach van het Schotse nationale team op basis van een contract dat liep tot het einde van de FIFA Wereldbeker-kwalificatie van 2022. Bij zijn debuut op 8 juni wonnen de Schotten thuis met 2-1 van Cyprus in de kwalificatie voor de UEFA Euro 2020. Het team leed vervolgens vier opeenvolgende nederlagen tegen België en Rusland, waarvan twee met een marge van 4-0, waardoor er een einde kwam aan de hoop op automatische kwalificatie voor Euro 2020. Op 12 november 2020 versloeg Schotland Servië met 4-5 na strafschoppen na een 1-1 gelijkspel om hun plaats in de uitgestelde finale in te nemen via de UEFA Nations League-route, hun eerste grote toernooi sinds 1998. In het toernooi speelde Schotland gelijk met Engeland op Wembley, maar nederlagen in Hampden tegen Tsjechië en Kroatië zorgden ervoor dat Schotland onderaan in Groep D eindigde. Zes opeenvolgende overwinningen later dat jaar zorgden ervoor dat Schotland als tweede eindigde in Groep F van de FIFA Wereldbeker-kwalificatie 2022. Hierdoor bereikte het team de play-offs, waar ze met 3-1 verloren van Oekraïne in een halve finale in Hampden. Later dat jaar won Schotland promotie naar Divisie A door hun Divisie B-groep te winnen in de competitie van 2022-2023. 
oorafgaand aan de kwalificatie voor de UEFA Euro 2024 tekende Clarke een nieuw contract bij de SFA, dat loopt tot 2026. Schotland won de eerste vijf wedstrijden in de kwalificatie voor Euro 2024, tegen Cyprus (tweemaal), Spanje, Noorwegen en Georgië. Ze behaalden kwalificatie voor het toernooi op 15 oktober 2023, met nog twee wedstrijden over. Schotland werd op het EK 2024 in de groepsfase uitgeschakeld na nederlagen tegen Duitsland (5–1) en Hongarije (0–1) en een gelijkspel tegen Zwitserland (1–1).

## Erelijst

### Met een team
| Internationaal |                  |    |         |
| Chelsea FC     | Europa Cup II    | 1× | 1997/98 |
| Nationaal      |                  |    |         |
| Chelsea FC     | FA Cup           | 1× | 1996/97 |
| Chelsea FC     | League Cup       | 1× | 1997/98 |
| Chelsea FC     | Full Members Cup | 1× | 1989/90 |

### Individueel
| Club       | Competitie                 | Aantal | Jaren   |
| ---------- | -------------------------- | ------ | ------- |
| Chelsea FC | Chelsea Player Of The Year | 1×     | 1993/94 |
| Chelsea FC | Chelsea centenary XI       | 1×     | 2005    |

### Als coach
| Nationaal                |                |    |                           |
| Chelsea FC, Liverpool FC | League Cup     | 3× | 2004/05, 2006/07, 2011/12 |
| Chelsea FC               | Premier League | 2  | 2004/2005, 2005/2006      |
| Chelsea FC               | FA Cup         | 1× | 2006/07                   |

1 Marshall ·
2 O'Donnell ·
3 Robertson  ·
4 McTominay ·
5 Hanley ·
6 Tierney ·
7 McGinn ·
8 McGregor ·
9 Dykes ·
10 Adams ·
11 Christie ·
12 Gordon ·
13 Taylor ·
14 Fleck ·
15 Gallagher ·
16 Cooper ·
17 Armstrong ·
18 Turnbull ·
19 Nisbet ·
20 Fraser ·
21 McLaughlin ·
22 Patterson ·
23 Gilmour ·
24 Hendry ·
25 Forrest ·
26 McKenna ·
Coach: Clarke
1 Gunn ·
2 Ralston ·
3 Robertson  ·
4 McTominay ·
5 Hanley ·
6 Tierney ·
7 McGinn ·
8 McGregor ·
9 Shankland ·
10 Adams ·
11 Christie ·
12 Kelly ·
13 Hendry ·
14 Gilmour ·
15 Porteous ·
16 Cooper ·
17 Armstrong ·
18 Morgan ·
19 Conway ·
20 Jack ·
21 Clark ·
22 McCrorie ·
23 McLean ·
24 Taylor ·
25 Forrest ·
26 McKenna ·
Coach: Clarke